# Elephas
Elephas és un dels dos gèneres supervivents de l'ordre dels proboscidis. El gènere només inclou una espècie vivent, l'elefant asiàtic (E. maximus), però s'hi han assignat tretze espècies extintes, incloent-hi E. recki, E. antiquus i l'elefant nan E. cypriotes. Aquest gènere és molt proper al gènere Mammuthus.